# ييب مان 4: النهاية
ييب مان 4 أو إيب مان 4 (بالصينية: 葉問4：完結篇) هو فيلم صيني من سلسلة أفلام ييب مان من إخراج ويلسون ييب و إنتاج رايموند وونغ و بطولة دوني ين، داني تشن، وو يوي، وهو يتم ويكمل الجزء الثالث من سلسلة أفلام ييب مان، وهو الفيلم الأخير من سلسلة أفلام ييب مان، تدور أحداث الفيلم حول حياة المعلم ييب مان في الولايات المتحدة الأمريكية.

## قصة الفيلم
تدور قصة الفيلم في هونغ كونغ، بعد وفاة زوجة المعلم ييب مان يكتشف أنه مصاب بسرطان الحنجرة بسبب التدخين، يسرق أحد الطلاب مجلة ابنه ييب تشون في المدرسة ويبدأ ييب تشون بالقتال مع الطالب الذي سرق مجلته ويُصاب الاثنين بالكدمات بعدها يُطرد ييب تشون من المدرسة ويقرر والده ييب مان الذهاب لأمريكا لسان فرانسيسكو ليبحث عن مدرسة مناسبة لابنه. ومن هنا تبدأ قصة الفيلم.

## الممثلون
بعض الممثلين:
- دوني ين بدور المعلم ييب مان.
- وو يوي بدور معلم تاي تشي (وان تشونغ هوا) ومؤسس جمعية المساعدة الصينية.
- فانييس وو بدور رقيب طاقم مشاة البحرية وطالب عند بروس لي.[4]
- سكوت آدكنز.[5]
- فاندا مارجراف بدور أبنة معلم التاي تشي (وان تشونغ هوا).[6]
- كينيت تشنغ.
- داني تشن بدور بروس لي.[7]
- نغو كا نين.
- كريس كولنز بدور معلم كاراتيه في المشاة البحرية.
- جيم ليو.
- لو مانغ.
- سيمون شيامبا بدور طالب عند بروس لي.
- جريس إنجلرت.
- أندرو لين.
- ليندا جان بدور مديرة المدرسة.

## إصدار الفيلم
صدر الفيلم في 20 ديسمبر عام 2019، وتمَ عرضهُ في أمريكا في 25 ديسمبر 2019.

## روابط خارجية
ييب مان 4: النهاية على موقع IMDb (الإنجليزية)
- ييب مان 4: النهاية على موقع ميتاكريتيك (الإنجليزية)
- ييب مان 4: النهاية على موقع روتن توميتوز (الإنجليزية)
- ييب مان 4: النهاية على موقع نتفليكس (الإنجليزية)
- ييب مان 4: النهاية على موقع قاعدة بيانات الأفلام العربية
- ييب مان 4: النهاية على موقع ألو سيني (الفرنسية)
- ييب مان 4: النهاية على موقع أول موفي (الإنجليزية)
- ييب مان 4: النهاية على موقع فيلمافينيتي (الإسبانية)
- ييب مان 4: النهاية على موقع قاعدة بيانات الفيلم (الإنجليزية)
- ييب مان 4: النهاية على موقع ليتربوكسد (الإنجليزية)